# Mónica Ramos
Mónica Ramos (Sampués; 14 de octubre de 1998) es una futbolista colombiana. Juega en la posición de defensa en el Grêmio de Brasil.

## Selección nacional
Debutó con la selección mayor de Colombia el 17 de junio de 2022 contra Estados Unidos en un partido amistoso.
El 3 de julio de 2022 es convocada por el técnico Nelson Abadía para la Copa América Femenina 2022 a realizarse en Colombia.

### Participaciones en Copa América
| Copa                       | Sede     | Resultado   | Partidos | Goles |
| -------------------------- | -------- | ----------- | -------- | ----- |
| Copa América Femenina 2022 | Colombia | Subcampeona |          |       |

## Clubes
| Club                   | País     | Año           |
| ---------------------- | -------- | ------------- |
| Junior de Barranquilla | Colombia | 2020          |
| Independiente Santa Fe | Colombia | 2021          |
| Grêmio                 | Brasil   | 2022-presente |

## Palmarés

### Títulos nacionales
| Título           | Club                   | País     | Año  |
| ---------------- | ---------------------- | -------- | ---- |
| Liga Profesional | Independiente Santa Fe | Colombia | 2021 |